# Bubble System

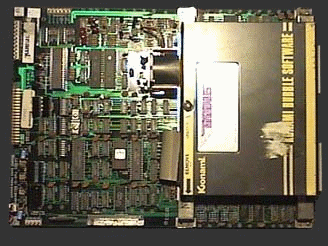
Placa Konami Bubble System com o cartucho de bolhas Gradius conectado

Bubble System é uma placa de sistema de arcade, projetada pela Konami, que foi usada em várias máquinas de arcade na década de 1980.
O Bubble System deveria conter uma nova e única forma de armazenamento de dados para jogos de arcade. Ele usava cartuchos de memória de bolha, uma espécie de sistema magnético de armazenamento não mecânico. Era dito que este sistema possuía maior confiabilidade do que disquetes mecânicos ou fitas.
A Konami usou seu novo BIOS G400 para o projeto, modificando-o levemente. A CPU principal era um Motorola 68000 rodando a 10 MHz. Havia um Zilog Z80 separado para controle do som, que comandava dois AY-3-8910, um Konami SCC personalizado (K005289), e um sintetizador de fala VLM5030.
Um jogo que faz uso da memória de bolhas pode ser identificado por sua sequência de inicialização. Ele exibe uma tela de "aquecimento", acompanhada de um temporizador regressivo e um pequeno toque musical (Morning Music). Esta tela foi implementada para que a memória de bolhas aquecesse por volta dos 40 a 50°C, pois só então funcionaria corretamente.
A memória de bolhas não era uma tecnologia completamente desenvolvida na época que foi usada no Bubble System, e, como resultado, hoje é muito raro encontrar um Bubble System funcionando. O sistema não conseguiu ser popular por ter uma grande sensibilidade a campos magnéticos (o que não era apropriado a um ambiente de arcades, por causa dos altofalantes desprotegidos), e também era considerado muito mais caro do que placas de ROM baseadas em chips. A maioria dos jogos lançados para o sistema de bolhas foi posteriormente adaptado para as tradicionais placas de chip, e o sistema foi, então, descontinuado.
Hoje, a Konami faz homenagens ao Bubble System em dois jogos recentes: em Keyboardmania, Morning Music é uma faixa jogável; e em Konami Classics Series: Arcade Hits a introdução apresenta esta música também.

## Jogos lançados no Bubble System
- Gradius (adaptado em ROM como Nemesis);[2]
- TwinBee;
- Galactic Warriors;
- Konami RF2 (adaptado em ROM como Konami GT).